# Кайская роща
Ка́йская рели́ктовая ро́ща — лесной массив на Кайской горе в городе Иркутске в районе Глазково Свердловского округа, между тремя реками — Ангарой, Иркутом и Каей.
Здесь сохранились таёжные растения и животные, которых можно увидеть только в дикой природе. Рощу считают реликтовой, благодаря столетним соснам, некогда бывшими частью сибирской тайги, сохранившейся зелёным островом посреди Свердловского округа Иркутска. В этом округе проживает треть населения города или почти каждый десятый житель Иркутской области.
Здесь обнаружена одна из самых древних исторических достопримечательностей — Глазковский некрополь, где найдены захоронения и стоянки людей, живших более 7—8 тысяч лет назад (неолит) и даже более 30—35 тысяч лет, то есть в поздний период древнего каменного века (верхний палеолит). Жили эти люди на территории Кайской рощи, парка Парижской коммуны, рядом с устьем реки Каи и около железнодорожного моста через Иркут. Первые находки сделал в 1924 году археолог М. М. Герасимов. Профессор Иркутского госуниверситета Г. И. Медведев отметил: «Мировая археология ориентировочно выделяет на Земле пять мест, где очень давно — тридцать, а то и пятьдесят тысяч лет назад, поселился человек. Это окрестности Парижа во Франции, Токио в Японии и окрестности Тбилиси, Львова и Иркутска». Японские и корейские археологи считают, что регион около озера Байкал в самом центре Азии — это колыбель азиатских племён, откуда происходило их дальнейшее расселение. Учёные США установили, что Северная Америка во времена неолита заселялась людьми именно из этих краёв. Поэтому Кайскую гору археологи считают важным местом культурного наследия человечества.

## Охранный статус
22 сентября 2006 года иркутская городская Дума закрепила особо охраняемый статус памятника природы для южной и средней части Кайской рощи, включая также территории Ботанического сада Иркутского госуниверситета и Глазковского некрополя. Около половины северной части Кайской рощи занимает санаторий «Ангара». Решением Иркутского облисполкома № 101 от 25 февраля 1985 года весь массив Кайского леса от санатория «Ангара» до Глазковского кладбища был обозначен как памятник природы местного значения, что было также подтверждено и уточнено Свердловским районным Советом народных депутатов в 1989 году. 
Территория Кайской горы богата также древнейшими находками. Решением Иркутского облисполкома за № 173 от 03.04.1984 г. Кайская гора входит в зону археологического надзора № 1, а решением № 101 от 25.02.1985 года Кайская роща объявлена государственным памятником природы, представляющая ценность как реликт древних лесов, и историческое место. Кайская роща знаменита не только своими ручными белками. Это ещё и памятник природы — единственный в городе массив реликтовых (то есть появившихся без участия человека) лесов, кроме хорошо известных и преобладающих здесь пород сосны, лиственницы, тополя, клёна, черёмухи, берёзы, боярышника, ели и др.
На основе рощи и ресурсов Ботанического сада Иркутского госуниверситета мэрия планирует создать публичный Иркутский Ботанический сад и экологический технопарк площадью около 100 га — туристско-рекреационное «ядро» города.
В настоящее время возникла угроза засыпки водоёма и болота в пойме реки Каи и вырубки части рощи под нелегальную застройку.
В защите Кайской рощи принимает активное участие «Байкальская экологическая волна», «Общественная комиссия по сохранению Кайской рощи» и Иркутская областная общественная организация «Всероссийское общество охраны природы».